# Tetrastichus clavicornis
Tetrastichus clavicornis är en stekelart som beskrevs av Yang 1996. Tetrastichus clavicornis ingår i släktet Tetrastichus och familjen finglanssteklar. Inga underarter finns listade i Catalogue of Life.